# Isidro Serrada
Isidro Serrada (fl. 1698-1716) fue un organista, compositor y maestro de capilla español del siglo XVII.

## Vida
Es poco lo que se conoce de la vida de Isidro Serrada. Se sabe que se formó en la Catedral de Barcelona bajo el magisterio de Luis Vicente Gargallo por su Parecer, publicado en 1716.
En 1698 Isidro Serrada era organista y maestro de capilla de la Catedral de Seo de Urgel. El 15 de julio de 1699 Serrada se jubiló como maestro, pero continuó como organista. Como sustituto se eligió a Jaime Forcada, un joven compositor que debía tener 25 años, que consiguió la plaza sin oposiciones, por informes favorables de Felip Olivellas, maestro del Palacio Real Menor de Barcelona, y de los canónigos Joseph Asprer y Joseph Llupia.
En 1701 el cargo le fue revocado a Jaime Forcada, por lo que Serrada volvió a actuar como maestro de capilla interino de la Catedral de Seo de Urgel. Finalmente se solventó la disputa y Forcada regresó, pero con una indicación detallada de sus obligaciones. Forcada partió en 1706 y el cargo permaneció vacante durante dos años, sin mención de Serrada, hasta la llegada de nuevo maestro, Gabriel Argany.

## Obra
Serrada participó en la polémica de la misa Scala Aretina de Francisco Valls con un largo Parecer que firmó el 30 de abril de 1716.

Parecer del licenciado Isidro Serrada, presbítero, maestro de capilla jubilado y organista de la santa iglesia de Urgel, sobre un fragmento de música sacado de la misa Scala Aretina, cuyo autor es el Maestro Francisco Valls.

En el texto menciona ser alumno de Luis Vicente Gargallo, además de mencionar a diversos alumnos de Francisco Valls: C. Galán, J. Hinojosa, A. Baylón, J. Cabanilles, Paredes, Portería, J. del Vado y P. Ardanaz dentro de la fracción favorable a Valls.